# Gare d'Auli
La gare d'Auli est une gare ferroviaire norvégienne de la Kongsvingerbanen située sur le territoire de la commune de Sørum.

## Situation ferroviaire
La gare est située à 46,87 km d'Oslo.

## Service des voyageurs

### Accueil
La halte possède un parking de 15 places et est équipée d'une aubette.

### Desserte
Aul est desservie par des trains locaux en direction de Kongsvinger et d'Asker. 